# Fleetwood Mac
Fleetwood Mac foi uma banda anglo-americana de rock formada em Londres no ano de 1967, formada pelo guitarrista e cantor Peter Green. Green nomeou a banda combinando os sobrenomes do baterista Mick Fleetwood e do baixista John McVie, que permaneceram na banda durante as muitas mudanças de formação. Fleetwood vendeu mais de 120 milhões de discos mundialmente, sendo uma das bandas de maior sucesso comercial do mundo. 
Primariamente uma banda de blues britânico durantes seus primeiro anos, Fleetwood Mac conquistou sua primeira canção número um no Reino Unido em 1968 com o instrumental "Albatross", entrando também no top dez do país com os singles "Man of the World", "Oh Well" (ambos de 1969) e "The Green Manalishi (With the Two Prong Crown)" (1970). Green deixou a banda em maio de 1970, com a esposa de McVie, Christine McVie (que já havia contribuído para a banda como musicista de sessão) se juntando como integrante oficial nos vocais e teclados dois meses depois. Outros membros durante os anos iniciais da banda incluem Jeremy Spencer, Danny Kirwan e Bob Welch. Ao final de 1974, esses membros saíram, deixando a banda sem um guitarrista e vocalista masculino. Enquanto Fleetwood estava visitando estúdios em Los Angeles, ele escutou o duo norte-americano de folk-rock Buckingham Nicks, formado pelo guitarrista e cantor Lindsey Buckingham e a cantora Stevie Nicks. Em dezembro de 1974, ele pediu a Buckingham para se juntar ao Fleetwood Mac, com Buckingham concordando com a condição de que Nicks também pudesse se juntar. A adição de Buckingham e Nicks deu à banda um som mais pop-rock e o seu álbum Fleetwood Mac (1975) alcançou o topo da Billboard 200 nos Estados Unidos. Seu álbum seguinte, Rumours (1977), atingiu a primeira posição em múltiplos países ao redor do mundo e ganhou o prêmio de Álbum do Ano no Grammy Awards de 1978.
A formação permaneceu estável por mais três álbuns de estúdio, mas ao final da década de 1980 começou a se desintegrar. Após a saída de Buckingham em 1987, ele foi substituído por Billy Burnette e Rick Vito, com este saindo do grupo em 1990 junto de Nicks. Em 1993, uma apresentação para a posse do Presidente Bill Clinton reuniu a formação clássica de 1974–1987 pela primeira vez em seis anos. Uma reunião em larga escala ocorreu quatro anos depois e Fleetwood Mac lançou seu quarto álbum número um nos Estados Unidos, The Dance (1997), um álbum ao vivo marcando o 20º aniversário de Rumours e o 30º aniversário da banda. Christine McVie saiu em 1998 após a encerramento da turnê The Dance Tour. Fleetwood Mac lançou seu último álbum de estúdio, Say You Will, em 2003. Christine McVie voltou em 2014 para a On with the Show Tour. Em 2018, Buckingham foi expulso e substituído por Mike Campbell, que integrava a banda Tom Petty and the Heartbreakers, e Neil Finn de Split Enz e Crowded House. Após a morte de Christine McVie em 2022, Nicks disse em 2024 que a banda não continuaria sem ela.
Em 1979, a banda foi honrada com uma estrela na Calçada da Fama de Hollywood. Em 1998, eles foram introduzidos no Rock and Roll Hall of Fame e receberam um Brit Award por Contribuição Excepcional para a Música. Em 2018, Fleetwood Mac recebeu o prêmio de Pessoa do Ano MusiCares da The Recording Academy como reconhecimento pelas suas conquistas artísticas na indústria da música e dedicação à filantropia.

## Biografia
Apareceram pela primeira vez no British National Jazz & Blues Festival, em agosto daquele ano, com o nome de Peter Green's Fleetwood Mac, assinando em seguida com o empresário/produtor de blues Mike Vernon, do selo Blue Horizon. Peter Green já era conhecido como cantor de blues e guitarrista, e o Fleetwood Mac, como passou logo a ser chamado, tornou-se pioneiro no movimento de blues na Inglaterra, tendo sucesso imediato.
No final de 1968, Peter Green introduziu no grupo seu protegido, o jovem guitarrista Danny Kirwan, sendo substituído por Bob Weston (guitarrista) em 1972 (e demitido em 1974),. O Fleetwood Mac se tornou assim, a única banda com três guitarristas, sendo eles capazes de criar e tocar seu próprio repertório. Estavam entre os maiores sucessos da Grã-Bretanha, embora ainda não conseguissem atingir o mercado norte-americano.
Em 1969, o estilo de Peter Green começou a revelar um afastamento do puro blues e, em maio de 70, num acesso de misticismo, ele resolveu deixar o grupo e a vida musical.
Com sua estrutura profundamente abalada, o Fleetwood Mac se afastou por alguns meses, voltando no fim do ano com o álbum "Kiln House", que seria o trampolim para seu futuro sucesso nos EUA.
No ano seguinte, foi a vez de Jeremy Spencer: durante uma turnê pelos EUA, ele desapareceu em Los Angeles, sendo encontrado dias depois num templo da seita Meninos de Deus, disposto a ficar por lá e abandonar a carreira musical. Sua decisão fora tomada após ter sido abordado na rua por um membro da seita, e era mais surpreendente devido ao fato dele ser um verdadeiro humorista de palco, fazendo memoráveis sátiras de Elvis Presley e Buddy Holly, e normalmente alheio à religiosidade.
Depois de novo afastamento devido a este último golpe, o grupo voltou. Mas devido também às muitas alterações ocorridas na formação e o fracasso dos LP lançados então, chegou novamente à dissolução. 
Foi nessa época, em 1972, que o empresário Clifford Davis criou um outro Fleetwood Mac, sem nenhum dos integrantes originais, para substitui-los. Mas John McVie entrou com uma ação na justiça contra o grupo falso e ganhou. 
A partir daí, novos ventos sopraram sobre o verdadeiro grupo: o casal Nicks e Buckingham se associou ao grupo e, com nova formação (Christine McVie nos vocais e teclados, Mick Fleetwood na bateria, John McVie no baixo, Stevie Nicks nos vocais e Lindsey Buckigham na guitarra), o grupo voltou a ocupar seu lugar nas paradas de sucesso e a ganhar discos de ouro e platina.
Depois do lançamento de Mirage em 1982, a banda entrou em hiato. Nicks continuou produzindo materiais solo, da mesma forma que Christine McVie produziu um álbum autointitulado. Buckingham, por sua vez, produziu Go Insane (1984), seu segundo trabalho solo, e partiu para a produção de um terceiro. Neste ínterim, o baterista Mick Fleetwood sugeriu que o trabalho solo de Lindsey se transformasse no projeto futuro do Fleetwood Mac. O projeto foi produzido de forma conturbada. Tango in the Night conteve, por exemplo, menor participação de Stevie Nicks por conta de seus vícios em cocaína, mas a obra foi a primeira do grupo desde Rumours a alcançar o primeiro lugar nas paradas. Dele se derivaram vários sucessos, como "Big Love", Seven Wonders", "Everywhere" e "Little Lies". Antes do início da nova turnê da banda, Buckingham anunciou sua saída do grupo durante uma conturbada reunião dos integrantes na casa de McVie.  Com isso, os guitarristas Billy Burnette e Rick Vito ingressaram no conjunto.
Entre 1988 e 1995, o grupo lançou uma coletânea Greatest Hits com a inclusão de inéditas e lançou o inédito Behind the Mask, o primeiro da nova formação. O projeto chegou a ter a participação de Buckingham na faixa-título e foi um fracasso comercial, tendo como único sucesso a canção "Save Me", de Christine McVie. Após isso, foi a vez de Stevie Nicks e Rick Vito deixarem o grupo. Christine McVie também cogitou deixar a banda, mas permaneceu por mais um registro a pedido da gravadora. Embora a formação clássica tenha se reunido em 1993 na posse do ex-presidente dos Estados Unidos Bill Clinton, o álbum Time contou com uma formação diferente com a adesão da cantora de country Bekka Bramlett e Dave Mason. Apesar de ter participado do projeto, que também foi um fracasso comercial, McVie optou por não participar da turnê.
Em 1996, os membros da formação mais famosa da banda voltaram a ensaiar juntos e anunciaram o retorno oficialmente em março do ano seguinte. Naquele ano, produziram um álbum ao vivo no formato MTV chamado The Dance, com sucessos e a inclusão de algumas faixas inéditas. O sucesso do álbum, que vendeu mais de 5 milhões de cópias nos EUA, motivou a banda a fazer uma turnê especial baseada no registro. Após a turnê em 1998, Christine McVie deixou o grupo. A banda optou por não incluir novos integrantes, e seguiu como um quarteto.
Ainda em 1998, a banda foi inclusa no Rock and Roll Hall of Fame. Todos os integrantes da formação original, Mick Fleetwood, John McVie, Peter Green, Jeremy Spencer e Danny Kirwan, além dos membros da formação Rumours foram introduzidos. Apesar da longa participação na década de 1970, Bob Welch não foi introduzido com os demais. O grupo também foi premiado no Brit Awards no mesmo ano, na categoria "Outstanding Contribution to Music".
Após a saída de McVie, a banda começou a trabalhar num disco com a participação apenas de Buckingham e Nicks como vocalistas. Apesar disso, duas canções que previamente fariam parte de um álbum solo de Lindsey contaram com teclados de Christine. Say You Will foi lançado em 2003 e foi um sucesso comercial, trazendo singles como "Say You Will" e "Peacekeeper". A turnê feita em 2003 e 2004 foi uma das mais lucrativas do ano e ainda gerou o trabalho Live in Boston. Sem a volta de Christine, Lindsey continuou lançando projetos solo, como Unde the Skin (2006), Gift of Screws (2008) e Seeds We Sow (2011). Nicks, por sua vez, lançou In Your Dreams (2011).
A banda voltou a lançar material inédito em 2013 e tocou duas músicas inéditas em shows - "Sad Angel" e "Without You". As canções foram definidas por Lindsey como as canções mais características do estilo Fleetwood Mac desde Mirage (1982). As duas faixas foram inclusas no EP Extended Play. No mesmo ano o grupo teve que pausar temporariamente sua turnê pelo fato do baixista John McVie ter sido diagnosticado com câncer. Em novembro, Christine McVie disse, em entrevista ao The Guardian, que gostaria de voltar pra banda.
Christine foi anunciada de volta ao Fleetwood Mac em janeiro de 2014. Em 2015, Lindsey sugeriu que o próximo álbum do Fleetwood Mac seria o disco final do grupo. O guitarrista e McVie começaram a ensaiar uma série de músicas inéditas, enquanto Nicks estava focada na divulgação de outro trabalho solo, o que fez os demais membros aguardarem suas contribuições. No entanto, ainda em 2016, Stevie declarou publicamente, em entrevista, que estava relutante em gravar um disco com o grupo. Com isso, Buckingham e McVie tiveram que lançar o material, feito com os demais membros da banda, como um registro solo. Lindsey Buckingham Christine McVie saiu em junho de 2017.
Em 2018, a banda foi premiada com o MusiCares Person of the Year. Após isso, Buckingham foi expulso do grupo. A princípio, os motivos não foram revelados pela banda, enquanto Lindsey queixou em entrevistas de que Stevie Nicks estaria responsável por isso. Mick Fleetwood disse que Lindsey não queria fazer uma turnê com o Fleetwood Mac antes de uma turnê solo, enquanto o guitarrista afirmou que a afirmação não procedia. No mesmo ano, o cantor entrou com um processo contra o conjunto, o qual foi resolvido com um acordo entre ambas as partes. Em 2019, Christine McVie afirmou a Mojo que a expulsão de Lindsey se deu por um impasse na sua relação com Stevie Nicks.
No lugar de Lindsey Buckingham, Mick Fleetwood convidou dois novos guitarristas. Um deles foi Mike Campbell, ex-membro do Tom Petty and the Heartbreakers, e o outro foi Neil Finn, vocalista e guitarrista da Crowded House.

## Última formação
- Mick Fleetwood – bateria, percussão (1967–1995, 1997–2022)
- John McVie – baixo, backings (1967–1995, 1997–2022)
- Stevie Nicks – vocal, pandeiro (1975–1991, 1997–2022)
- Mike Campbell – guitarra solo, vocais (2018–2022)
- Neil Finn – vocal, guitarra base (2018–2022)

## Discografia
- 1968: Fleetwood Mac
- 1968: Mr. Wonderful
- 1969: Then Play On
- 1970: Kiln House
- 1971: Future Games
- 1972: Bare Trees
- 1973: Penguin
- 1973: Mystery to Me
- 1974: Heroes Are Hard to Find
- 1975: Fleetwood Mac
- 1977: Rumours
- 1979: Tusk
- 1982: Mirage
- 1987: Tango in the Night
- 1990: Behind the Mask
- 1995: Time
- 2003: Say You Will